# Antti Sarpila

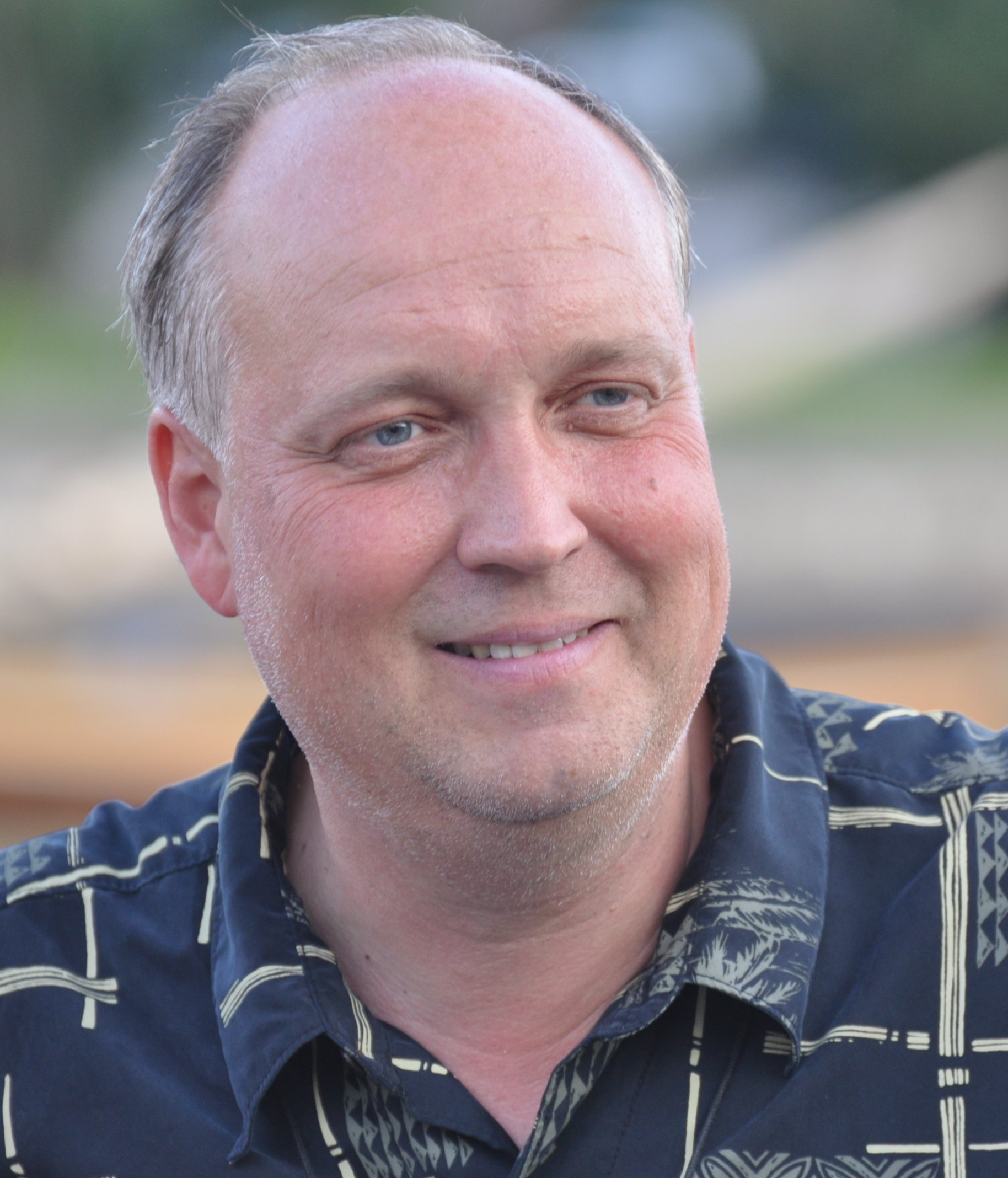
Antti Sarpila (2012)

Antti Juhani Sarpila (* 11. Juni 1964 in Helsinki) ist ein finnischer Musiker (Klarinette, Tenorsaxophon) des traditionellen Jazz.

## Leben und Wirken
Sarpila erhielt ersten Instrumentalunterricht bei seinem Vater, dem Amateurmusiker Kari Sarpila, der gleichfalls Tenorsaxophon und Klarinette spielte und das Pori Jazz begründete. In den 1980er Jahren nahm er immer wieder Unterricht bei Bob Wilber, wenn der in Finnland war; er orientierte sich in seinem Spiel zunächst an Benny Goodman. Seine eigene Swing Band gründete er 1982. 1988 trat er als Teil der Show Tribute to Benny Goodman in der Carnegie Hall auf; er unternahm mehrere Touren durch die USA. Er spielte auch mit Musikern wie Doc Cheatham, Wild Bill Davison, Vic Dickenson, Panama Francis, Frank Wess, Milt Hinton, Peanuts Hucko, Thad Jones, Zoot Sims, Dick Wellstood, Trummy Young, Buddy DeFranco oder Wynton Marsalis. Auch konnte er mit dem Count Basie Orchestra, dem Metropole Orkest, der Wolverines Jazz Band of Bern, der Dutch Swing College Band und der Swedish Swing Society um Lars Erstrand auftreten. Zahlreiche Alben hat er auf eigenem Label veröffentlicht.
In Deutschland tourte er seit 2006 mit Engelbert Wrobel und Frank Roberscheuten als Three Tenors of Swing. Im Quartett mit Lars Erstrand, Mark Shane und Björn Sjödin spielte er die Alben A Sailboat in the Moonlight (2004) und We've Got a Heartful of Music (2004) ein. Gemeinsam mit der Stokstad/Jensen Trad.Band präsentierte er sich 2006 auf dem Oslo Jazzfestival.
1997 erhielt er den Yrjö-Preis der finnischen Jazzföderation.

## Diskographie (Auswahl)
- Valto Laitinen & Antti Sarpila Autumn in Paris and Somewhere Else (Bang Trax 1988)
- Stealin’ Apples  (Andania, 1989, mit Ulf Johansson, Jan Adefelt, Martin Lövgren)
- Pori Big Band Plays Antti Sarpila (Antti Sarpila Oy, 1991)
- Tribute to Benny Goodman (Antti Sarpila Oy, 1992, mit dem UMO Jazz Orchestra)
- Father & Son and Wholly Swing  (Antti Sarpila, 1993)
- Allan Vaché & Antti Sarpila Swing Is Here (Nagel-Heyer Records 1995)
- Antti Sarpila Meets Markku Johansson  (Antti Sarpila Oy, 1996)
- 15th Anniversary (Antti Sarpila Oy, 1997)
- The New York Allstars Play Lionel Hampton Hey Ba-Ba-Re-Bop!! (Nagel-Heyer Records, 1998, mit Randy Sandke, Roy Williams, Lars Erstrand, James Chirillo, Thilo Wagner, Dave Green, Ed Metz Jr.)
- The Swinging Beginning (Antti Sarpila Oy, 1999)
- The Best of Antti Sarpila (Antti Sarpila Oy, 1999)
- Big Benny (Antti Sarpila Oy, 1999)
- 20th Anniversary (Antti Sarpila Oy, 2002)
- Antti Sarpila & Johanna Iivanainen: She's Funny That Way (Antti Sarpila Oy, 2002)
- Swinging Christmas (Antti Sarpila Oy, 2002)
- Portraits of Jazz by Antti Sarpila (Antti Sarpila Oy, 2003)
- Antti Sarpila & Eino Grön: Swinging' n' Singin'  (Antti Sarpila Oy, 2004)
- Let's Swing – Antti Sarpila Plays a Tribute to the Benny Goodman Small Groups (Antti Sarpila Oy, 2005)
- Antti Sarpila & Seppo Hovi: Antti Sarpila Swing Band Featuring the Swinging Accordion of Seppo Hovi (Antti Sarpila Oy, 2005)
- The Best of Antti Sarpila Vol. II (Antti Sarpila Oy, 2006)
- Gospel & Spirituals (Antti Sarpila Oy, 2006)
- 25th Anniversary (Antti Sarpila Oy, 2007)
- Swinging the Classics (Antti Sarpila Oy, 2008)
- Three Tenors of Swing On Stage (Click Records 2013, mit Frank Roberscheuten, Engelbert Wrobel, Chris Hopkins, Rolf Marx, Ingmar Heller, Oliver Mewes)